# (3204) Lindgren
(3204) Lindgren ist ein Asteroid des äußeren Hauptgürtels, der von dem sowjetischen Astronomen Nikolai Tschernych am 1. September 1978 am Krim-Observatorium in Nautschnyj (IAU-Code 095) entdeckt wurde.
Die Sonnenumlaufbahn des Asteroiden ist mit einer Exzentrizität von 0,2794 stark elliptisch. Der mittlere Durchmesser wurde mit 19,596 (±0,248) km berechnet, die Albedo mit 0,063 (±0,007).
(3204) Lindgren wurde am 2. April 1988 auf Vorschlag der Russischen Akademie der Wissenschaften nach der schwedischen Schriftstellerin Astrid Lindgren (1907–2002) benannt. Als Reaktion auf die Benennung wird sie aus dem Jahre 1996 zitiert mit „from now on you can address me Asteroid Lindgren“ (Übersetzung: „ab jetzt dürfen Sie mich mit Asteroid Lindgren ansprechen“). Ebenfalls nach Astrid Lindgren benannt wurde 2006 eine Caldera auf der nördlichen Hemisphäre des Planeten Venus: Lindgren Patera.